# Synthpop
Synthpop (cunoscut și ca electropop, sau technopop) este un gen popular de muzică, provenit din new wave, muzica pop și muzica electronică, în care sintetizatorul este instrumentul dominant. Este cel mai strâns asociat cu epoca dintre sfârșitul anilor 1970 și mijlocul anilor 1980, deși a continuat să existe și să se dezvolte și mai târziu. Formațiile Kraftwerk și Human League sunt adesea salutați ca pionierii stilului. Dominat de sunete de sintetizatoare, care nu încearcă să imite instrumente analogice, ci, dimpotrivă, să creeze sunete artificiale cât mai sofisticate și stranii, de unde și denumirea de synthpop, înlocuiește, la începutul anilor 1980, muzica disco în cluburile de dans din Europa. Reprezentative pentru anii de dezvoltare ai curentului sunt albumele Telekon de Gary Numan (1980), Vienna de Ultravox (1980), Dare de Human League (1981), Speak and Spell de Depeche Mode (1981), Non-Stop Erotic Cabaret de Soft Cell (1981), Rio de Duran Duran (1982), White Feathers de Kajagoogoo (1983), From the Tearooms of Mars... to the Hellholes of Uranus de Landscape (1981). Se consideră că acest curent a început cu albumul Vienna de Ultravox (1980) și s-a încheiat cu albumul Violator al celor de la Depeche Mode (1990).
Stilul nu a încetat să existe fiind folosit de formații ca De/Vision, Camouflage, Mesh, Covenant, Elegant Machinery, Iris (SUA) în timp ce titanii genului — Kraftwerk, Alphaville, Pet Shop Boys sau Depeche Mode — continuă să activeze și în ziua de azi cu deosebit succes.
Stilul s-a aflat într-o perioadă de declin între 1991 și sfârșitul anilor 2000. Se consideră îndeobște 2009 ca an de renaștere, când ritmurile sumbre nefirești și sintetice au căpătat din nou un ecou mondial prin trupe noi ca Lights, CHVRCHES, Hot Chip, Junior Boys, LCD Soundsystem, De/Vision, MESH, Cut Copy, Lights, Metric, Little Boots, Owl City (care a reușit să urce o piesă ca nr. 1 US single), Ladytron, Phoenix - Franța, Passion Pit, The Presets, Ladyhawke, La Roux, Robyn, Röyksopp, Iris - S.U.A., Tesla Boy and Shy Child, alături de cele sus-menționate ce activează și azi.